# عبد الله بن أحمد (أمير سيستان)
عبد الله بن أحمد كان أميرًا لسيستان من عام 922 إلى عام 923 م.
تولى عبد الله الحكم ليلة الثامن من تشرين الأول عام 922 م، حين قاد ثورة في زرنج ضد أحمد بن قدام . أيد معظم سكان زرنج عبد الله، مما أجبر أحمد على الفرار من المدينة؛ فتوجه الأخير إلى الرخاخ وبُسط. حاول عبد الله مطاردته عبر طريق مباشر عبر الصحراء، لكنه وجد أن أحمد قد سمم جميع الآبار على طول الطريق. اضطر عبد الله إلى اتخاذ طريق أطول، ومع ذلك لحق بأحمد في كانون الثاني عام 923 م، وهزمه في معركة وأسره.
بعد هزيمة أحمد بفترة وجيزة، تعرّض حكم عبد الله للخطر إذ بدأ يفقد الدعم الشعبي الذي كان يتمتع به سابقًا. وقد أدت مطالبه الضريبية القاسية على بُسط وزرنج، وقراره بالتخلي عن زرنج والانتقال إلى بُسط، إلى تمرد أهل زرنج في أيار 923 م. وكان اختيارهم غريبًا فقد اختاروا زعيمًا صفاريًّا هو أبو جعفر أحمد، على الرغم من أن سيستان لم يحكمها أي صفاري منذ أكثر من عقد.
حاول عزيز بن عبد الله بن أحمد، استعادة السيطرة على زرنج إمارة والده السابقة، ولكن على الرغم من الفوضى التي سادت لفترة من الوقت بين العيارين، فإن ولائهم للخط الصفاري مكنهم من الدفاع عن المدينة ضده. بعد ذلك، انهارت الأمور بسرعة بالنسبة لعبد الله. وحوّل ممثله في الرخاخ ولاءه إلى أبي جعفر، وأعلن أهل بُسط أيضًا دعمهم للصفاريين. حافظ عبد الله على موقعه على أطراف سيستان، لكنه هُزم في معركة على يد أنصار أبي جعفر. فهرب باتجاه خراسان السامانية، ولكن قُبض عليه وأُعيد إلى زرنج ليلة 26 تشرين الأول 923 م. وهذا هو آخر ذكر له؛ ومن المرجح أنه إما سُجن أو قُتل. أصر ابنه عزيز على الاستمرار في معارضة أبي جعفر حتى نهاية عام 925 م، لكنه هُزم في النهاية أيضًا.